# Тростянецкий район (Сумская область)
Тростяне́цкий райо́н (укр. Тростянецький район) — упразднённое административно-территориальное образование в Сумской области Украины. Административным центром района являлся город (c 1940 года) Тростянец.

## Географическое положение
Тростянецкий район располагался на юго-востоке Сумской области Украины.
С ним соседствовали
Краснопольский,
Сумский,
Лебединский,
Ахтырский и
Великописаревский районы Сумской области.
Административным центром района являлся город Тростянец.
Через район протекали реки
Боромля,
Ворскла,
Олешня,
Дерновая,
Люджа,
Буймер,
Ворсклица.

## Население
Население района составляло 33 898 человека (2019), в том числе городское — 20 238 человек, сельское — 13 660 человек.

## История
Первые сведения о заселении территории района датированы VIII—X веками, о чём свидетельствуют обнаруженные городище и курганный могильник северян[кого?].
Теперешнее название населённого пункта происходит от одноимённой речки Тростинки, которая перестала существовать в XIX веке.
Новая история района началась после поражения казацких войск в 1652 году в битве под Берестечком, когда население Волыни, Подолья, Киевщины начало переселение на земли Слобожанщины.
В XIX веке собственником земель стал сахарозаводчик Л.Е. Кениг. С его именем связано начало развития промышленности района. Значительный толчок в развитии промышленного строительства дала прокладка Сумского участка Харьковско-Николаевской железной дороги.
Район образован 7 марта 1923 года.
Район был упразднён постановлением Верховной рады Украины от 17 июля 2020 года и позднее присоединён в состав Ахтырского района.

## Административное устройство
Район включал в себя:
| - Городских советов: 1 - Сельских советов: 16 | - Городов: 1 - Посёлков: 2 - Сёл: 45 |

### Местные советы[6]
| - Тростянецкий городской совет - Белковский сельский совет - Боромлянский сельский совет - Буймерский сельский совет - Гребениковский сельский совет - Дерновский сельский совет - Жигайловский сельский совет - Заречненский сельский совет - Каменский сельский совет | - Криничненский сельский совет - Люджанский сельский совет - Мартыновский сельский совет - Мащанский сельский совет - Ницахский сельский совет - Печинский сельский совет - Семереньковский сельский совет - Становский сельский совет |

### Населённые пункты[7]
| с. Алексино с. Артемо-Растовка с. Белка с. Боромля с. Братское (Гребениковский сельский совет) с. Братское (Мащанский сельский совет) с. Буймер пос. Виноградное с. Вишневое с. Волков с. Градское с. Гребениковка с. Грузское с. Дерновое с. Жигайловка с. Заречное | с. Золотаревка с. Зубовка с. Каменецкое с. Каменка с. Криничное пос. Лесное с. Лучка с. Люджа с. Мартыновка с. Машково с. Мащанка с. Мозговое с. Набережное с. Никитовка с. Ницаха с. Новгородское | с. Новоселовка с. Новоукраинка с. Оводовка с. Пархомовка с. Першотравневое с. Печины с. Поляное с. Рябовка с. Савелово с. Семереньки с. Скряговка с. Становая г. Тростянец с. Тучное с. Хвощевая с. Шевченков Гай |

#### Ликвидированные населённые пункты[8]
| с. Калиновка | с. Хмелевец |